# 鸿兴镇
鸿兴镇，是中华人民共和国吉林省白城市通榆县下辖的一个乡镇级行政单位。

## 行政区划
鸿兴镇下辖以下地区：
鸿兴社区、鸿兴村、东风村、文牛村、前程村、聚富村、明月村、兴东村、绿化村、青山村和花园村。